# Nekrolog März 2007
Nekrolog
◄◄
| ◄
| 2003
| 2004
| 2005
| 2006
| 2007 | 2008 | 2009 | 2010 | 2011 | ► | ►►
Januar |
Februar |
März |
April |
Mai |
Juni |
Juli |
August |
September |
Oktober |
November |
Dezember 2007
Weitere Ereignisse | Allgemeiner Nekrolog 2007
Die Beschreibung der verstorbenen Person sollte so kurz wie möglich gehalten sein und nur deren signifikante Tätigkeit(en) enthalten.
Neue Namen ggf. auch unter dem Geburts- und Sterbedatum, also etwa unter 1. Januar und im Geburts- und Sterbejahr (2024) eintragen (nur bei entsprechender großer Wichtigkeit). Für Beispiele siehe die schon vorhandenen Artikel.
Außerdem über die fünf zuletzt Verstorbenen, zu denen es einen ausreichend guten Artikel für eine Präsentation auf der Hauptseite gibt, nach der todesbedingten Überarbeitung der Artikel ggf. auch unter Wikipedia Diskussion:Hauptseite informieren und sie am besten auch in den anderen Wikipedia-Sprachversionen eintragen. Tipp: Regelmäßig bei news.google.de nach „ist tot“, „gestorben“ oder „verstorben“ suchen.
Wenn eine Person gestorben ist, gibt es viele Seiten zu dieser Person in der Wikipedia, die davon auch betroffen sind und entsprechend aktualisiert werden müssen. Beispiele: Namenübersichtsseite, Geburtsjahr, Geburtsort-Seiten und viele mehr.
Wie finde ich die betroffenen Seiten?
Im Suchfeld auf der linken Seite gibt man den Suchbegriff so ein: „Vorname Nachname“. Dann klickt man auf Volltext und alle Seiten mit entsprechendem Suchtext werden aufgerufen. Hier sieht man dann schnell, wo auch das Todesjahr Sinn macht oder sogar ein Teil des Artikels angepasst werden muss. Auch hilft das „Werkzeug“ auf der linken Seite sehr gut, um solche Seiten aufzufinden: „Links auf diese Seite“. Somit ist die Wikipedia wieder aktuell in allen Bereichen! Hinweis: bei Eintragung der Kategorie „Gestorben JAHR“ wird der Missbrauchsfilter 49 ausgelöst, was jedoch nicht schlimm ist. Siehe: Spezial:Missbrauchsfilter/49
Dies ist eine Liste von im März 2007 verstorbenen bekannten Persönlichkeiten. Die Einträge erfolgen innerhalb der einzelnen Daten alphabetisch sortiert. Tiere sind im Nekrolog für Tiere zu finden.

## März
| Tag      | Name                             | Beruf, bekannt als                                                                               | Alter | Beleg |
| -------- | -------------------------------- | ------------------------------------------------------------------------------------------------ | ----- | ----- |
| 1. März  | Manuel Bento                     | portugiesischer Fußballtorhüter                                                                  | 58    |       |
| 1. März  | Colette Brosset                  | französische Schauspielerin                                                                      | 85    |       |
| 1. März  | Otto Brandenburg                 | dänischer Schauspieler und Sänger                                                                | 72    |       |
| 1. März  | Marcus von Clary und Aldringen   | Mitglied des europäischen Hochadels                                                              | 87    |       |
| 1. März  | Sydney Gun-Munro                 | vincentischer Politiker, Generalgouverneur von St. Vincent und die Grenadinen                    | 90    |       |
| 1. März  | Gerd Høst-Heyerdahl              | norwegische Schauspielerin, Schriftstellerin und Professorin                                     | 91    |       |
| 1. März  | Ernst Rudelitsch                 | österreichischer Militär, Vizeleutnant des österreichischen Bundesheeres                         | 66    |       |
| 1. März  | Werner Schlierf                  | deutscher Schriftsteller                                                                         | 70    |       |
| 1. März  | Bernhard Stamm                   | Schweizer Politiker (FDP)                                                                        | 86    |       |
| 2. März  | Jens Bahre                       | deutscher Autor                                                                                  | 61    |       |
| 2. März  | Dieter Fertsch-Röver             | deutscher Verbandsfunktionär und Politiker (FDP), MdL                                            | 83    |       |
| 2. März  | Thomas S. Kleppe                 | US-amerikanischer Politiker                                                                      | 87    |       |
| 2. März  | Randolf Kronberg                 | deutscher Schauspieler und Synchronsprecher                                                      | 64    |       |
| 2. März  | Miroljub Rajic                   | Generalsekretär des serbischen Fußballverbandes                                                  | 56    |       |
| 2. März  | Iwan Safronow                    | russischer Journalist                                                                            | 51    |       |
| 2. März  | Henri Troyat                     | französischer Schriftsteller russischer Abstammung                                               | 95    |       |
| 3. März  | Herbert Asmodi                   | deutscher Schriftsteller und Dramatiker                                                          | 83    |       |
| 3. März  | Osvaldo Cavandoli                | italienischer Cartoonist und Ehrenbürger von Mailand                                             | 87    |       |
| 3. März  | Philip Chong                     | chinesischer Stuntman und Schauspieler                                                           | 70    |       |
| 3. März  | Rudolf Helmer                    | deutscher Diplomat, Botschafter der DDR in Ungarn                                                | 93    |       |
| 3. März  | Benito Lorenzi                   | italienischer Fußballspieler                                                                     | 81    |       |
| 3. März  | Franz Meyer                      | Schweizer Kunsthistoriker und Kurator                                                            | 87    |       |
| 3. März  | Otto Pflanze                     | US-amerikanischer Historiker                                                                     | 88    |       |
| 3. März  | Türkan Rado                      | türkische Rechtswissenschaftlerin                                                                | 91    |       |
| 3. März  | Sutton Roley                     | US-amerikanischer Filmregisseur                                                                  | 84    |       |
| 3. März  | Jozef Schils                     | belgischer Radrennfahrer                                                                         | 75    |       |
| 3. März  | Eva Katharina Schultz            | deutsche Schauspielerin und Synchronsprecherin                                                   | 84    |       |
| 4. März  | Thomas Eagleton                  | US-amerikanischer Politiker; Senator von Missouri 1968–1987                                      | 77    |       |
| 4. März  | Alexandre Gacon                  | französischer Automobilrennfahrer                                                                | 79    |       |
| 4. März  | Șerban Georgescu                 | rumänischer Komponist                                                                            | 54    |       |
| 4. März  | Alfonso Iglesias                 | mexikanischer Schauspieler                                                                       | 80    |       |
| 4. März  | Jim Jeter                        | US-amerikanischer Schauspieler                                                                   | 85    |       |
| 4. März  | Richard Joseph                   | britischer Computerspiel-Musiker                                                                 | 53    |       |
| 4. März  | Robby Lind                       | deutscher Schlagersänger                                                                         | 73    |       |
| 4. März  | George B. Mackaness              | australischer Immunologe                                                                         | 84    |       |
| 4. März  | Tadeusz Nalepa                   | polnischer Gitarrist, Komponist und Sänger                                                       | 63    |       |
| 5. März  | Yvan Delporte                    | belgischer Comicautor                                                                            | 78    |       |
| 5. März  | Ansgar Koschel                   | deutscher römisch-katholischer Theologe                                                          | 63    |       |
| 5. März  | José Ivo Lorscheiter             | brasilianischer römisch-katholischer Bischof                                                     | 79    |       |
| 5. März  | Ivan Supek                       | jugoslawischer bzw. kroatischer Physiker                                                         | 91    |       |
| 5. März  | Karl Gutzmer                     | deutscher Buchhändler und Heimatforscher                                                         | 83    |       |
| 6. März  | Claus von Aderkas                | deutscher evangelischer Pastor                                                                   | 87    |       |
| 6. März  | Jean Baudrillard                 | französischer Philosoph und Soziologe                                                            | 77    |       |
| 6. März  | Helmut Boselmann                 | österreichischer Künstler                                                                        | 58    |       |
| 6. März  | Anne-Eva Brauneck                | deutsche Juristin, Kriminologin und Hochschullehrerin                                            | 96    |       |
| 6. März  | Allen Coage                      | US-amerikanischer Profi-Wrestler und Judoka                                                      | 63    |       |
| 6. März  | Fernando Escamilla Márquez       | mexikanischer Botschafter                                                                        |       |       |
| 6. März  | Ernest Gallo                     | US-amerikanischer Unternehmer                                                                    | 97    |       |
| 6. März  | Nils R. Müller                   | norwegischer Filmregisseur                                                                       | 86    |       |
| 6. März  | Ray Stern                        | US-amerikanischer Wrestler                                                                       | 76    |       |
| 6. März  | Olaf Volkersen                   | deutscher Ingenieur und Hochschullehrer                                                          | 99    |       |
| 7. März  | Eduardo Darnauchans              | uruguayischer Musiker und Liedermacher                                                           | 53    |       |
| 7. März  | Paul deLay                       | US-amerikanischer Sänger und Mundharmonikaspieler                                                | 55    |       |
| 7. März  | Monika Gabriel                   | deutsche Schauspielerin und Synchronsprecherin                                                   | 63    |       |
| 7. März  | Murray Grand                     | US-amerikanischer Musiker und Songwriter                                                         | 87    |       |
| 7. März  | Frigyes Hidas                    | ungarischer Komponist                                                                            | 78    |       |
| 7. März  | Pino Lancetti                    | italienischer Modeschöpfer                                                                       | 78    |       |
| 7. März  | Gepa Maibaum                     | deutsche Politikerin (SPD), Kölner Bürgermeisterin und MdEP                                      | 71    |       |
| 7. März  | Morgan Mellish                   | australischer Journalist                                                                         | 36    |       |
| 7. März  | Gabriela Mendling                | deutsche Schriftstellerin                                                                        | 47    |       |
| 7. März  | Emil Mrowetz                     | deutscher Bildender Künstler                                                                     | 93    |       |
| 7. März  | Tomitaro Nachi                   | japanisch-deutscher Künstler (kinetische Licht- und Bewegungsobjekte)                            | 82    |       |
| 7. März  | Naci Özkaya                      | türkischer Fußballspieler                                                                        | 85    |       |
| 7. März  | Roberto Perdomo Paredes          | honduranischer Politiker und Diplomat                                                            | 80    |       |
| 7. März  | Heinz Rapp                       | deutscher Politiker (SPD), MdB                                                                   | 82    |       |
| 7. März  | Andy Sidaris                     | US-amerikanischer Regisseur, Filmproduzent, Drehbuchautor und Schauspieler                       | 76    |       |
| 7. März  | Sándor Szakácsi                  | ungarischer Schauspieler und Synchronsprecher                                                    | 54    |       |
| 7. März  | Bill Threlfall                   | britischer Tennisspieler                                                                         | 81    |       |
| 07. März | Ward Van de Velde                | belgischer Radrennfahrer                                                                         | 79    |       |
| 7. März  | Jean-Claude Vaudroz              | Schweizer Politiker                                                                              | 54    |       |
| 7. März  | Ronnie Wells                     | US-amerikanische Jazzmusikerin                                                                   | 64    |       |
| 8. März  | Walter Baum                      | deutscher Typograf, Lehrer und Grafiker                                                          | 85    |       |
| 8. März  | Alejandro Cruz                   | mexikanischer Wrestler                                                                           | 82    |       |
| 8. März  | Walter Czysz                     | deutscher Pharmazeut und Heimatforscher                                                          | 82    |       |
| 8. März  | Franz Kessler (Musiker, 1914)    | deutscher Musikwissenschaftler und Hochschullehrer                                               | 92    |       |
| 8. März  | Israel Halperin                  | kanadischer Mathematiker                                                                         | 96    |       |
| 8. März  | John Inman                       | britischer Schauspieler                                                                          | 71    |       |
| 8. März  | Herman Ridderbos                 | niederländischer evangelischer Theologe                                                          | 98    |       |
| 8. März  | Harold M. Ryan                   | US-amerikanischer Politiker                                                                      | 96    |       |
| 8. März  | Heinz Saalig                     | deutscher Maler und Bildhauer des Neoexpressionismus                                             | 84    |       |
| 8. März  | Evi Servaes                      | österreichische Schauspielerin                                                                   | 85    |       |
| 8. März  | Richard Trexler                  | US-amerikanischer Historiker                                                                     | 74    |       |
| 8. März  | Vicky Vanita                     | griechische Schauspielerin                                                                       | 59    |       |
| 8. März  | John Vukovich                    | US-amerikanischer Baseballspieler                                                                | 59    |       |
| 8. März  | Hugo Weidenhaupt                 | deutscher Historiker und Archivar                                                                | 83    |       |
| 8. März  | Otto Wolff von Amerongen         | deutscher Industrieller und Wirtschaftsfunktionär                                                | 88    |       |
| 9. März  | Rosy Afsari                      | bangladeschische Schauspielerin                                                                  |       |       |
| 9. März  | Brad Delp                        | US-amerikanischer Musiker, Sänger der Rockband Boston                                            | 55    |       |
| 9. März  | Ronald B. Evans                  | australischer Footballer und -funktionär                                                         | 67    |       |
| 9. März  | Jeanne Hopkins Lucas             | US-amerikanische Politikerin                                                                     | 71    |       |
| 9. März  | Gerardo Mello Mourão             | brasilianischer Schriftsteller                                                                   | 90    |       |
| 9. März  | Juan Carlos Portantiero          | argentinischer Soziologe                                                                         | 73    |       |
| 9. März  | Kurt Rapf                        | österreichischer Komponist, Dirigent und Organist                                                | 85    |       |
| 10. März | Buddy Allin                      | US-amerikanischer Golfspieler                                                                    | 62    |       |
| 10. März | Ricardo Espalter                 | uruguayischer Schauspieler                                                                       | 82    |       |
| 10. März | Franz Feldgrill                  | österreichischer Politiker                                                                       | 89    |       |
| 10. März | Rudolf Hess                      | Schweizer Neurologe und Epileptologe                                                             | 93    |       |
| 10. März | Francis Clark Howell             | US-amerikanischer Paläoanthropologe                                                              | 81    |       |
| 10. März | Gerd Jauch                       | deutscher Fernsehmoderator und Fernsehjournalist                                                 | 82    |       |
| 10. März | Richard Jeni                     | US-amerikanischer Komiker                                                                        | 49    |       |
| 10. März | Rolf Kalmuczak                   | deutscher Schriftsteller                                                                         | 68    |       |
| 10. März | Ernie Ladd                       | US-amerikanischer American-Football-Spieler und Wrestler                                         | 68    |       |
| 10. März | Manuela Margarido                | são-toméische Dichterin, Widerstandskämpferin und Diplomatin                                     | 81    |       |
| 10. März | Ben Pappas                       | australischer Skateboarder                                                                       | 29    |       |
| 10. März | Lanna Saunders                   | US-amerikanische Schauspielerin                                                                  | 65    |       |
| 10. März | Kurt Wafner                      | deutscher Lektor, Autor, Antimilitarist und Anarchist                                            | 88    |       |
| 10. März | Angela Webber                    | australische Autorin, TV-Autorin, Produzentin und Comedian                                       | 52    |       |
| 11. März | Gilbert Aldana                   | US-amerikanischer Kampfsportler                                                                  | 29    |       |
| 11. März | Cec Anstey                       | australischer Feldhockeyspieler                                                                  | 96    |       |
| 11. März | René Duhamel                     | französischer Ruderer                                                                            | 72    |       |
| 11. März | Tyrone Hill                      | US-amerikanischer Jazzmusiker                                                                    | 58    |       |
| 11. März | René Hüssy                       | Schweizer Fußballspieler und -trainer                                                            | 78    |       |
| 11. März | Betty Hutton                     | US-amerikanische Schauspielerin                                                                  | 86    |       |
| 11. März | Gerald Kainz                     | österreichischer Chemiker                                                                        | 85    |       |
| 11. März | Hans König                       | deutscher Autor und fränkischer Mundartdichter                                                   | 81    |       |
| 11. März | Margarita Martinez               | US-amerikanische Bischöfin                                                                       | 59    |       |
| 11. März | Herbert Prochazka                | deutscher Politiker (GB/BHE, GDP, CSU), MdL, MdB                                                 | 83    |       |
| 11. März | Petras Šakalinis                 | litauischer Politiker                                                                            | 58    |       |
| 11. März | Georg Zundel                     | deutscher Physiker, Unternehmer und friedenspolitisch engagierter Philanthrop                    | 75    |       |
| 12. März | Arnold Drake                     | US-amerikanischer Comiczeichner                                                                  | 83    |       |
| 12. März | Lennart Heimer                   | schwedisch-US-amerikanischer Neurochirurg                                                        | 77    |       |
| 12. März | Ursula Isler                     | Schweizer Schriftstellerin                                                                       | 84    |       |
| 12. März | Maha Ghosananda                  | kambodschanischer buddhistischer Mönch; Friedensaktivist                                         |       |       |
| 12. März | Monroe Harnish Martin            | US-amerikanischer Mathematiker                                                                   | 100   |       |
| 12. März | Wilfried Morawetz                | österreichischer Botaniker                                                                       | 55    |       |
| 12. März | Renato Perini                    | italienischer Prähistoriker                                                                      | 82    |       |
| 12. März | Isidoro Vejo Rodríguez           | uruguayischer Minister für öffentliche Bauten                                                    | 92    |       |
| 12. März | Günther Weiß                     | deutscher Musikwissenschaftler, Dirigent, Musiker und Hochschullehrer                            | 73    |       |
| 13. März | Neagu Cosma                      | rumänischer Geheimdienstler und Publizist                                                        | 82    |       |
| 13. März | Jorge Díaz                       | chilenisch-spanischer Dramatiker                                                                 | 77    |       |
| 13. März | Wolfgang Falck                   | deutscher Jagdflieger während des Zweiten Weltkriegs                                             | 96    |       |
| 13. März | Martin Fellenz                   | deutscher SS-Führer und Täter des Holocaust                                                      | 97    |       |
| 13. März | Herbert Fux                      | österreichischer Schauspieler und Politiker                                                      | 79    |       |
| 13. März | Kurt Hübenthal                   | deutscher Sänger (Bassbariton), Regisseur und Musikpädagoge                                      | 88    |       |
| 13. März | Harald Leupold-Löwenthal         | österreichischer Psychiater und Neurologe, Psychoanalytiker                                      | 80    |       |
| 13. März | Francesco Madonia                | italienischer Mafioso                                                                            | 82    |       |
| 13. März | Antonio Ortiz Mena               | mexikanischer Politiker                                                                          | 98    |       |
| 13. März | Bob Mitchell                     | australischer Motorradrennfahrer                                                                 | 76    |       |
| 13. März | John McHardy Sinclair            | schottischer Sprachwissenschaftler                                                               | 73    |       |
| 13. März | Arnold Skaaland                  | US-amerikanischer Wrestler                                                                       | 82    |       |
| 13. März | Hans Thamm                       | deutscher Chor- und Orchesterdirigent                                                            |       |       |
| 13. März | Erich Uhlich                     | deutscher Politiker (SED), MdV, Oberbürgermeister von Leipzig                                    | 91    |       |
| 14. März | Georg Auerbacher                 | deutscher Motorradrennfahrer                                                                     | 72    |       |
| 14. März | Lucie Aubrac                     | französische Widerstandskämpferin                                                                | 94    |       |
| 14. März | Roger Beaufrand                  | französischer Radrennfahrer                                                                      | 98    |       |
| 14. März | Lilo Grahn                       | deutsche Schauspielerin und Synchronsprecherin                                                   | 63    |       |
| 14. März | Saadun Hammadi                   | irakischer Politiker und panarabischer Diplomat                                                  | 76    |       |
| 14. März | Gareth Hunt                      | englischer Schauspieler                                                                          | 65    |       |
| 14. März | Zygmunt Kęstowicz                | polnischer Schauspieler                                                                          | 86    |       |
| 14. März | Miguel Angel Lecumberri Erburu   | spanischer Geistlicher, Theologe und Bischof, Apostolischer Vikar von Tumaco in Kolumbien        | 82    |       |
| 14. März | Walter Schlachta                 | österreichischer Motorsportjournalist und Buchautor                                              | 58    |       |
| 14. März | Werner Schmidt                   | deutscher Komponist und Pianist                                                                  | 81    |       |
| 15. März | Blanquita Amaro                  | kubanische Schauspielerin                                                                        | 83    |       |
| 15. März | Fleurette Beauchamp-Huppé        | kanadische Pianistin und Sängerin                                                                | 99    |       |
| 15. März | Pedro Cubilla                    | uruguayischer Fußballspieler                                                                     | 73    |       |
| 15. März | Karl Herbolzheimer               | deutscher Handballspieler                                                                        | 92    |       |
| 15. März | Ingvar Høegh                     | grönländischer Politiker (Atassut)                                                               | 79    |       |
| 15. März | Jay Kennedy                      | US-amerikanischer Comicautor                                                                     | 50    |       |
| 15. März | Joachim Klos                     | deutscher Glaskünstler                                                                           | 75    |       |
| 15. März | Simona Kossak                    | polnische Biologin, Ökologin und Professorin für Forstwissenschaften                             | 63    |       |
| 15. März | Bowie Kuhn                       | US-amerikanischer Baseballfunktionär                                                             | 80    |       |
| 15. März | Herbert Leger                    | deutscher Schriftsteller                                                                         | 77    |       |
| 15. März | Orlando Martínez                 | kubanischer Baseballspieler                                                                      | 65    |       |
| 15. März | Jack Metcalf                     | US-amerikanischer Politiker                                                                      | 79    |       |
| 15. März | Datuk Wira Poh Ah Tiam           | malaysische Politikerin                                                                          | 55    |       |
| 15. März | Stuart Rosenberg                 | US-amerikanischer Regisseur                                                                      | 79    |       |
| 15. März | Jean Talairach                   | französischer Neurochirurg und Hirnforscher                                                      | 96    |       |
| 15. März | William Watson                   | britischer Kunsthistoriker vor allem für ostasiatische Kunst                                     | 89    |       |
| 15. März | Jovan Zebic                      | serbischer Politiker                                                                             | 67    |       |
| 16. März | Geoff Bastow                     | britischer Musiker und Musikproduzent                                                            | 57    |       |
| 16. März | Georges Bordonove                | französischer Historiker und Schriftsteller royalistischer Prägung                               | 86    |       |
| 16. März | Sajjadul Hasan                   | bangladeschischer Cricketspieler                                                                 | 28    |       |
| 16. März | Wolfgang Hübener                 | deutscher Philosophiehistoriker                                                                  | 72    |       |
| 16. März | Georg Jappe                      | deutscher Autor                                                                                  | 70    |       |
| 16. März | Rolf Krenzer                     | deutscher Kinderbuchautor und Liedtexter                                                         | 70    |       |
| 16. März | Benno Kummer                     | deutscher Arzt                                                                                   | 82    |       |
| 16. März | Jean Le Moal                     | französischer Maler und Theaterdekorateur                                                        | 97    |       |
| 16. März | Arthur Marshall                  | britischer Flugzeugkonstrukteur, Fluglehrer und Test-Pilot                                       | 103   |       |
| 16. März | Laurence Picken                  | britischer Ethnomusikologe                                                                       | 97    |       |
| 16. März | Ernst Plener                     | deutscher Fußballspieler                                                                         | 88    |       |
| 16. März | Manjural Islam Rana              | bangladeschischer Cricketspieler                                                                 | 22    |       |
| 16. März | Carol Richards                   | US-amerikanische Schauspielerin                                                                  | 84    |       |
| 16. März | Bill Sabo                        | US-amerikanischer Musiker                                                                        | 46    |       |
| 16. März | Tupper Saussy                    | US-amerikanischer Komponist und Musiker                                                          | 70    |       |
| 17. März | John W. Backus                   | US-amerikanischer Pionier der Informatik                                                         | 82    |       |
| 17. März | Werner Balte                     | deutscher Fußballspieler                                                                         | 59    |       |
| 17. März | John Bear                        | kanadischer Snookerspieler                                                                       | 62    |       |
| 17. März | Roger Bennett                    | US-amerikanischer Pianist                                                                        | 48    |       |
| 17. März | Jim Cronin                       | US-amerikanischer Tierschützer                                                                   | 55    |       |
| 17. März | Eiji Funakoshi                   | japanischer Schauspieler                                                                         | 84    |       |
| 17. März | Freddie Francis                  | britischer Kameramann, erhielt zweimal den Oscar                                                 | 89    |       |
| 17. März | Frane Franić                     | kroatischer Geistlicher, Erzbischof des Erzbistums Split-Makarska                                | 94    |       |
| 17. März | Illarion Wladimirowitsch Golizyn | russischer Maler                                                                                 | 78    |       |
| 17. März | Kenneth Greisen                  | US-amerikanischer Physiker                                                                       | 89    |       |
| 17. März | Ernst Haefliger                  | Schweizer Tenor                                                                                  | 87    |       |
| 17. März | Iver Jåks                        | norwegisch-samischer Künstler                                                                    | 74    |       |
| 17. März | Buck Jones                       | US-amerikanischer Countrymusiker                                                                 | 33    |       |
| 17. März | William N. Panzer                | US-amerikanischer Fernseh- und Kinofilmproduzent                                                 |       |       |
| 17. März | Tanya Reinhart                   | israelische Linguistin und Friedensaktivistin                                                    | 63    |       |
| 17. März | Emil Trifonov                    | bulgarischer Journalist                                                                          | 43    |       |
| 18. März | Konradin Ferrari d’Occhieppo     | österreichischer Astronom                                                                        | 99    |       |
| 18. März | Tadao Kasami                     | japanischer Informationswissenschaftler und Elektrotechniker                                     | 76    |       |
| 18. März | Antonio Magnoni                  | italienischer Apostolischer Nuntius von Ägypten                                                  | 87    |       |
| 18. März | Ovidiu Maitec                    | rumänischer Bildhauer                                                                            | 81    |       |
| 18. März | Patrick Laurence Murphy          | australischer Geistlicher, Bischof von Broken Bay                                                | 86    |       |
| 18. März | Heinz Prüfer                     | deutscher Musiker                                                                                | 58    |       |
| 18. März | Franz Rieser                     | österreichischer Lehrer und Attentäter                                                           | 80    |       |
| 18. März | Michael Rozario                  | bangladeschischer Geistlicher, Erzbischof von Dhaka                                              | 81    |       |
| 18. März | Werner Schwarze                  | deutscher Chemiker bei der Degussa AG                                                            | 93    |       |
| 18. März | Colin Winski                     | US-amerikanischer Rockabilly-Sänger                                                              | 50    |       |
| 18. März | Benjamin Mather Woodbridge, Jr.  | US-amerikanischer Romanist und Lusitanist                                                        | 91    |       |
| 18. März | Bob Woolmer                      | englischer Cricketspieler und -trainer                                                           | 58    |       |
| 18. März | Kenneth Zebroski                 | US-amerikanischer Politiker                                                                      | 61    |       |
| 18. März | Juan Manuel Zúñiga               | mexikanischer Wrestler                                                                           | 43    |       |
| 19. März | Menotti Avanzolini               | italienischer Fußballspieler                                                                     | 84    |       |
| 19. März | Lloyd Algernon Best              | Trinidader Journalist und Politiker                                                              | 73    |       |
| 19. März | Krešimir Blažević                | kroatischer Musiker                                                                              | 48    |       |
| 19. März | Choa Kok Sui                     | philippinischer Esoteriker, Begründer des GMCKS Pranic-Healing und des GMCKS Arhatic Yoga        | 54    |       |
| 19. März | Calvert DeForest                 | US-amerikanischer Schauspieler                                                                   | 85    |       |
| 19. März | Rolf Fister                      | deutscher Geheimdienstler, Leiter der Ermittlungsabteilung des Ministeriums für Staatssicherheit | 77    |       |
| 19. März | Johann Friedrich Henschel        | deutscher Jurist, Vizepräsident des Bundesverfassungsgerichts                                    | 75    |       |
| 19. März | Luther Ingram                    | US-amerikanischer Soulsänger und Songschreiber                                                   | 69    |       |
| 19. März | Bruno Lohse                      | deutscher Kunsthändler                                                                           | 95    |       |
| 19. März | Boonchu Rojanasathien            | thailändischer Politiker                                                                         | 86    |       |
| 19. März | Alfred Schifferli                | Schweizer Ornithologe                                                                            | 95    |       |
| 19. März | Eckart Sonnemann                 | deutscher Mathematiker                                                                           | 67    |       |
| 19. März | Charles Stafford                 | US-amerikanischer Journalist                                                                     | 83    |       |
| 19. März | Pavao Tekavčić                   | kroatischer Romanist und Italianist                                                              | 75    |       |
| 19. März | Shimon Tzabar                    | politischer Aktivist, Journalist, Schriftsteller                                                 | 81    |       |
| 19. März | Stephan Weiland                  | deutscher Epidemiologe und Hochschullehrer                                                       | 48    |       |
| 20. März | Albert Baez                      | US-amerikanischer Physiker                                                                       | 94    |       |
| 20. März | Gottfried Bähr                   | deutscher Kaufmann und Politikwissenschaftler                                                    | 68    |       |
| 20. März | Max Brunner                      | Schweizer Maler                                                                                  | 97    |       |
| 20. März | Olcott Hawthorne Deming          | US-amerikanischer Diplomat                                                                       | 98    |       |
| 20. März | Jürg Grau                        | Schweizer Stadtplaner und Jazzmusiker                                                            |       |       |
| 20. März | Sebastien Gressez                | französischer Musiker                                                                            | 28    |       |
| 20. März | Rita Joe                         | kanadische Dichterin und Songwriterin                                                            | 75    |       |
| 20. März | Gilbert E. Patterson             | US-amerikanischer Bischof                                                                        | 67    |       |
| 20. März | Taha Yasin Ramadan               | irakischer Politiker                                                                             | 69    |       |
| 20. März | Joachim Richert                  | deutscher Schauspieler und Synchronsprecher                                                      | 68    |       |
| 20. März | Léon Rossi                       | französischer Fußballspieler und -trainer                                                        | 83    |       |
| 20. März | John P. Ryan                     | US-amerikanischer Schauspieler                                                                   | 70    |       |
| 20. März | Paul Wieandt                     | deutscher Bankmanager und -sanierer                                                              | 71    |       |
| 20. März | Ernie Wright                     | US-amerikanischer Footballspieler                                                                | 67    |       |
| 21. März | Josef Amadori                    | deutscher Fußballspieler                                                                         | 85    |       |
| 21. März | Egon Hanfstaengl                 | deutscher Kunstverleger                                                                          | 86    |       |
| 21. März | Drew Hayes                       | US-amerikanischer Comiczeichner                                                                  | 37    |       |
| 21. März | Catherine Seipp                  | US-amerikanische Journalistin                                                                    | 49    |       |
| 21. März | William Utermohlen               | US-amerikanisch-britischer Maler                                                                 | 73    |       |
| 22. März | Marianus Arokiasamy              | indischer Geistlicher, Erzbischof von Madurai                                                    | 79    |       |
| 22. März | Nisar Bazmi                      | pakistanischer Komponist                                                                         |       |       |
| 22. März | César Peñaranda                  | peruanischer Radrennfahrer                                                                       | 91    |       |
| 22. März | Daniel Díaz Maynard              | uruguayischer Politiker                                                                          | 73    |       |
| 22. März | Kadir Has                        | türkischer Unternehmer                                                                           |       |       |
| 22. März | Heinz Kersting                   | deutscher Fußballtorhüter                                                                        | 83    |       |
| 22. März | Robert Krakoff                   | US-amerikanischer Manager                                                                        | 72    |       |
| 22. März | U. G. Krishnamurti               | Anti-Guru                                                                                        | 88    |       |
| 22. März | Claude Schnaidt                  | schweizerisch-französischer Architekt und Architekturtheoretiker                                 | 75    |       |
| 22. März | Kay Staack                       | deutscher Arzt und Generalarzt der Luftwaffe                                                     | 84    |       |
| 22. März | Elbert Tuganov                   | estnisch-ossetischer Trickfilmregisseur                                                          | 87    |       |
| 22. März | Eugène Walaschek                 | Schweizer Fußballspieler                                                                         | 90    |       |
| 22. März | Fritz Kläger                     | deutscher Motorradrennfahrer und -konstrukteur                                                   | 93    |       |
| 23. März | Albert Angelo, Sr.               | US-amerikanischer Politiker                                                                      | 87    |       |
| 23. März | Mao Anqing                       | chinesischer Autor, Sohn von Mao Zedong                                                          | 84    |       |
| 23. März | Ed Bailey                        | US-amerikanischer Baseballspieler                                                                | 75    |       |
| 23. März | Gerhard Bauer                    | österreichischer Politiker (FPÖ), Abgeordneter zum Nationalrat                                   | 66    |       |
| 23. März | Agnes Benidickson                | kanadische Rechtswissenschaftlerin                                                               | 86    |       |
| 23. März | Lutz Büscher                     | deutscher Regisseur und Drehbuchautor                                                            | 69    |       |
| 23. März | Marcus Cathomas                  | Schweizer Hockeytrainer                                                                          | 40    |       |
| 23. März | Paul Cohen                       | US-amerikanischer Mathematiker                                                                   | 72    |       |
| 23. März | Bertel Gardberg                  | finnischer Designer                                                                              | 90    |       |
| 23. März | Attila Kaszás                    | ungarischer Schauspieler und Synchronsprecher                                                    | 47    |       |
| 23. März | Mao Anqing                       | chinesischer Autor, Sohn von Mao Zedong                                                          | 84    |       |
| 23. März | Damian McDonald                  | australischer Radrennfahrer                                                                      | 34    |       |
| 23. März | Eric Medlen                      | US-amerikanischer NHRA-Rennfahrer                                                                | 33    |       |
| 23. März | Robert E. Petersen               | US-amerikanischer Herausgeber                                                                    | 80    |       |
| 23. März | Vinício Pereira                  | portugiesischer Sportfunktionär                                                                  |       |       |
| 23. März | Andrei Borissowitsch Schidlowski | russischer Mathematiker                                                                          | 91    |       |
| 24. März | Jun Bernardino                   | philippinischer Basketballfunktionär                                                             | 59    |       |
| 24. März | Hilde Borik                      | österreichische Politikerin (SPÖ), Abgeordnete zum Burgenländischen Landtag                      | 99    |       |
| 24. März | Henson Cargill                   | US-amerikanischer Countrymusiker                                                                 | 66    |       |
| 24. März | Jürgen Frese                     | deutscher Sozialphilosoph und Phänomenologe                                                      | 67    |       |
| 24. März | Lucia Jirgal                     | österreichische Malerin                                                                          | 92    |       |
| 24. März | Florentine Rost van Tonningen    | niederländische rechtsextreme Aktivistin und Leitfigur                                           | 92    |       |
| 24. März | Martin Studach                   | Schweizer Ruderer                                                                                | 62    |       |
| 25. März | George Kingsley Acquah           | ghanaischer Jurist und Politiker                                                                 | 65    |       |
| 25. März | Pierre Arnold                    | Schweizer Manager                                                                                | 85    |       |
| 25. März | Robert Austrian                  | US-amerikanischer Mediziner                                                                      | 90    |       |
| 25. März | Geno Hartlaub                    | deutsche Schriftstellerin                                                                        | 91    |       |
| 25. März | Bruno Konrad                     | deutscher Maler und Grafiker                                                                     | 76    |       |
| 25. März | Andranik Markarjan               | armenischer Politiker                                                                            | 55    |       |
| 25. März | Tamara Nossowa                   | sowjetische bzw. russische Theater- und Filmschauspielerin                                       | 79    |       |
| 25. März | Marshall Rogers                  | US-amerikanischer Comiczeichner                                                                  | 57    |       |
| 25. März | Eugenio Romero Pose              | spanischer Geistlicher, Weihbischof im Erzbistum Madrid                                          | 58    |       |
| 25. März | Heinz Schiller                   | Schweizer Automobilrennfahrer                                                                    | 77    |       |
| 25. März | Jean Wilhelm                     | Schweizer Politiker (CVP)                                                                        | 78    |       |
| 26. März | Beniamino Andreatta              | italienischer Politiker und Ökonom                                                               | 78    |       |
| 26. März | Wolfgang M. Fischer              | deutscher Mediziner                                                                              | 75    |       |
| 26. März | Hans B. Jessen                   | deutscher Klassischer Archäologe                                                                 | 97    |       |
| 26. März | Maria Elisabeth Prigge           | österreichische Malerin, Zeichnerin, Installationskünstlerin                                     | 58    |       |
| 26. März | François Saint-Macary            | französischer Geistlicher, Erzbischof von Rennes                                                 | 71    |       |
| 26. März | Michail Alexandrowitsch Uljanow  | russischer Schauspieler                                                                          | 79    |       |
| 27. März | Nancy Adams                      | neuseeländische Botanikerin, botanische Künstlerin und Museumskuratorin                          | 80    |       |
| 27. März | Karl Deres                       | deutscher Politiker (CDU), MdL, MdB                                                              | 77    |       |
| 27. März | Stefan Diestelmann               | deutscher Musiker, Textautor und Komponist                                                       | 58    |       |
| 27. März | Hans Hedberg                     | schwedischer Keramik-Künstler                                                                    | 89    |       |
| 27. März | Bernard Henrichs                 | katholischer Priester, Kölner Dompropst                                                          | 78    |       |
| 27. März | Hellmut Keiter                   | deutscher Physiker                                                                               | 67    |       |
| 27. März | Paul Christian Lauterbur         | US-amerikanischer Chemiker                                                                       | 77    |       |
| 27. März | Günter Mack                      | deutscher Schauspieler                                                                           | 76    |       |
| 27. März | Ransom A. Myers                  | kanadischer Umweltschützer                                                                       | 54    |       |
| 27. März | Faustino Oramas                  | kubanischer Musiker                                                                              | 95    |       |
| 27. März | Joe Sentieri                     | italienischer Schlagersänger und Schauspieler                                                    | 82    |       |
| 27. März | John Aloysius Ward               | britischer Erzbischof des Erzbistums Cardiff                                                     | 78    |       |
| 28. März | Delém                            | brasilianischer Fußballspieler und -trainer                                                      | 71    |       |
| 28. März | Mauro Ferrando                   | italienischer Eishockeyfunktionär                                                                | 53    |       |
| 28. März | Jean Giraud                      | französischer Mathematiker                                                                       |       |       |
| 28. März | Franz Keller                     | deutscher Koch                                                                                   |       |       |
| 28. März | Friedhelm Kemna                  | deutscher Journalist                                                                             | 81    |       |
| 28. März | Hermann Kreutzer                 | deutscher Politiker (SPD) und Publizist                                                          | 82    |       |
| 28. März | Erika Nagel                      | deutsche Malerin                                                                                 | 86    |       |
| 28. März | Theodor Rössert                  | deutscher Politiker (CSU), Landrat des Landkreises Oberallgäu (1970–1978)                        |       |       |
| 28. März | Tony Scott                       | US-amerikanischer Jazzklarinettist                                                               | 85    |       |
| 28. März | Bert Tonkin                      | australischer Badmintonspieler                                                                   | 94    |       |
| 28. März | Abe Coleman                      | US-amerikanischer Wrestler                                                                       | 101   |       |
| 29. März | Robert Barth                     | Schweizer Unternehmer                                                                            | 84    |       |
| 29. März | Regin Dahl                       | färöischer Dichter und Komponist                                                                 | 88    |       |
| 29. März | André Damseaux                   | belgischer Politiker, MdEP, wallonischer Ministerpräsident und Bürgermeister                     | 70    |       |
| 29. März | Paolo De Luca                    | italienischer Fußballfunktionär                                                                  | 64    |       |
| 29. März | Giuseppe Giorgio Englert         | Schweizer Komponist elektronischer Musik                                                         | 79    |       |
| 29. März | Henry Ginsburg                   | US-amerikanisch-britischer Literaturwissenschaftler und Kurator                                  | 66    |       |
| 29. März | Margarete Hannsmann              | deutsche Schriftstellerin                                                                        | 86    |       |
| 29. März | Gertrud Häusermann               | Schweizer Buchhändlerin und Jugendbuchautorin                                                    | 85    |       |
| 29. März | Margarete Herzberg               | deutsche Opernsängerin                                                                           | 86    |       |
| 29. März | Juan Víctor Joya                 | peruanischer Fußballspieler                                                                      | 73    |       |
| 29. März | Hildegard Lagrenne               | Holocaust-Überlebende, Mitarbeiterin beim Zentralrat Deutscher Sinti und Roma.                   |       |       |
| 29. März | Ernst Längauer                   | österreichischer Politiker (SPÖ), Abgeordneter zum Salzburger Landtag                            | 65    |       |
| 29. März | Calvin Lockhart                  | US-amerikanischer Schauspieler                                                                   | 72    |       |
| 29. März | John Callan James Metford        | britischer Romanist und Hispanist                                                                | 91    |       |
| 29. März | Tosiwo Nakayama                  | mikronesischer Politiker                                                                         | 75    |       |
| 29. März | Michel Roques                    | französischer Jazz-Saxophonist, Klarinettist und Flötist                                         | 70    |       |
| 29. März | Irmgard Schlögl                  | österreichische Zen-Nonne und Zen-Lehrerin                                                       | 86    |       |
| 29. März | Manfred Züfle                    | Schweizer Publizist und Schriftsteller                                                           | 70    |       |
| 30. März | Anton Biersack                   | deutscher Eishockeyspieler                                                                       | 79    |       |
| 30. März | Chrisye                          | indonesischer Pop-Musiker, Sänger und Komponist                                                  | 57    |       |
| 30. März | George Baker Cummins             | US-amerikanischer Mykologe                                                                       | 102   |       |
| 30. März | Michael Dibdin                   | englischer Krimi-Schriftsteller                                                                  | 60    |       |
| 30. März | Riccardo Francovich              | italienischer Mittelalterarchäologe                                                              | 60    |       |
| 30. März | María Julia Hernández            | salvadorianische Menschenrechtsaktivistin                                                        | 68    |       |
| 30. März | Ilias Kelesidis                  | griechischer Radrennfahrer                                                                       | 53    |       |
| 30. März | Friedhelm Kobluhn                | deutscher Fußballspieler und -trainer                                                            | 70    |       |
| 30. März | Moshe Livsic                     | israelisch-ukrainischer Mathematiker                                                             | 89    |       |
| 30. März | Franco Cosimo Panini             | italienischer Unternehmer, Erfinder der PANINI Bilder                                            | 75    |       |
| 30. März | John Roberts                     | kanadischer Politiker und Hochschullehrer                                                        | 73    |       |
| 30. März | Gerhard Schack                   | deutscher Kunstsammler, Kunsthistoriker und Mäzen                                                | 77    |       |
| 31. März | Ludwig Budde                     | deutscher klassischer Archäologe                                                                 | 93    |       |
| 31. März | Klaus Burda                      | deutscher Kommunalpolitiker und Bürgermeister                                                    | 71    |       |
| 31. März | Phil Cordell                     | britischer Musiker und Komponist                                                                 | 59    |       |
| 31. März | Hildor Janz                      | kanadischer Musiker und Komponist                                                                | 85    |       |
| 31. März | Brian Savegar                    | britischer Artdirector und Szenenbildner                                                         | 74    |       |
| 31. März | Paul Watzlawick                  | österreichisch-US-amerikanischer Kommunikationswissenschaftler und Autor                         | 85    |       |
| März     | Wladimir Awramow                 | bulgarischer Geiger und Musikpädagoge                                                            | 97    |       |
| März     | Gilbert Rovère                   | französischer Jazzmusiker                                                                        | 67    |       |